# Haptolana trichostoma
Haptolana trichostoma är en kräftdjursart som beskrevs av Bowman 1966. Haptolana trichostoma ingår i släktet Haptolana och familjen Cirolanidae. Inga underarter finns listade i Catalogue of Life.